# 갑순이
갑순이는 1971년 공개된 대한민국의 영화이다.

## 배역
- 신성일
- 윤정희
- 허장강
- 방인자
- 양훈
- 사미자
- 최병철
- 김경란
- 양춘
- 김신명
- 김소조